# Fritz Popp (Polizeibeamter)

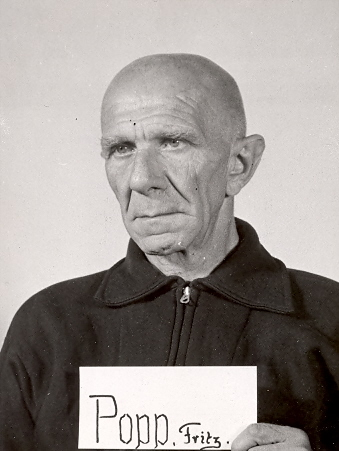
Fritz Popp als Zeuge bei den Nürnberger Prozessen.

Fritz Popp, vollständiger Name Friedrich Hans Adolf Popp, (* 30. Juni 1882 in Nürnberg; † 17. März 1955 in Regensburg) war ein deutscher Jurist, Polizeibeamter und SS-Führer.

## Leben und Wirken
Nach dem Schulbesuch studierte Popp Rechtswissenschaften in München und Erlangen. Anschließend trat er in den Verwaltungsdienst ein. Er arbeitete einige Jahre lang bei Behörden in Nürnberg und Ansbach, bevor er von August 1914 bis Dezember 1918 mit der Bayerischen Armee am Ersten Weltkrieg teilnahm. Nach seinem Ausscheiden aus der Armee – im Rang eines Rittmeisters – kehrte er zur Regierung in Ansbach zurück. 1927 übernahm Popp die Leitung des Polizeireferates beim Regierungspräsidenten von Ober- und Mittelfranken. 1931 wurde er Referent für die Angelegenheiten der Politischen Polizei.
In der NS-Zeit war Popp ab 1933 Polizeipräsident von Regensburg und ab Herbst 1937 zudem in Personalunion Leiter der dortigen Geheimen Staatspolizei. Er behielt diese Doppelstellung bis Mitte März 1945 bei. Während er im Polizeidienst den Rang eines Polizeidirektors und Kriminalrates erreichte, trat er der SS (SS-Nummer 351.620), der er seit dem 1. Januar 1940 angehörte, als SS-Obersturmbannführer bei. Zuvor war er von 1933 bis 1940 Sturmführer der SA. Zum 1. Mai 1935 trat er zudem der NSDAP bei (Mitgliedsnummer 3.620.423).
Bei Kriegsende geriet Popp in alliierte Kriegsgefangenschaft. Er wurde als Zeuge in den Nürnberger Prozessen vernommen. Popp starb 1955, kurz bevor er sich vor dem Landgericht Regensburg wegen seiner Rolle bei der Umsetzung des Einsatzbefehls Nr. 8 vom 17. Juli 1941, der den staatlich angeordneten Massenmord an sowjetischen Kriegsgefangenen zum Thema hatte, verantworten sollte.